# Giuseppe Arcidiacono
Giuseppe Arcidiacono (Acireale, 1927 – 1998) è stato un fisico italiano, fratello del chimico e divulgatore scientifico Salvatore Arcidiacono.

## Biografia
Dopo la laurea in fisica nel 1951 all'Università di Catania, vinse una borsa di studio dell'Istituto Nazionale di Alta Matematica, iniziando a lavorare con il matematico Luigi Fantappié.
Nel 1958 vince una borsa di studio e si reca così a Parigi, presso l'Institut Henri Poincaré. Vince poi il premio per la matematica, istituito dall'Accademia Nazionale dei Lincei. Dal 1969 fino alla sua morte, per quasi trent'anni è docente di meccanica superiore presso l'università di Perugia.
Il suo impegno come ricercatore si è principalmente rivolto alla realizzazione di un possibile modello unificato dei campi di forze nella fisica, sulla falsariga dell'opera di Maxwell e della sua teoria elettromagnetica che portò all'unificazione dei campi elettrico e magnetico. Arcidiacono ha così costruito una classe di teorie unificate tali che, nelle sue intenzioni, ogni teoria potesse inglobare o costituire la generalizzazione di quella precedente. Partendo poi dalla relatività ristretta, sulla base dei lavori del suo maestro Luigi Fantappié, ha formulato la cosiddetta teoria della relatività proiettiva, che può essere studiata usando i metodi della teoria dei gruppi, nonché la cosiddetta relatività conforme basata sul gruppo delle rotazioni R6  di uno spazio a 6 dimensioni e 15 parametri.
Si è pure interessato di cosmologia e di matematica, approfondendo la teoria dei gruppi di rotazioni, nonché di alcune generalizzazioni delle operazioni aritmetiche.

## Opere
- Spazio, tempo, universo, con Salvatore Arcidiacono, Edizioni del Fuoco, Roma, 1961.
- Universo e relatività, Editrice Massimo, Milano, 1967.
- La teoria della relatività, Libreria Eredi V. Veschi, Roma, 1970.
- Relatività e cosmologia, Libreria Eredi V. Veschi, Roma, 1973.
- Projective Relativity, Cosmology, and Gravitation, Hadronic Press, Cambridge, Mass., 1986. ISBN 09-1176-739-8
- Fantappiè e gli Universi. Nuove vie della scienza, Il Fuoco, Roma 1986 (2ª ed. Di Renzo Editore, Roma, 2005).
- Entropia, sintropia, informazione, Di Renzo Editore, Roma, 1991, 2006 (rist.).
- La relatività dopo Einstein, Di Renzo Editore, Roma, 1991, 2006.
- La teoria degli universi - Gli universi relativistici di Einstein, Vol. I, Di Renzo Editore, Roma, 1996.
- L'uomo, la vita, il cosmo, Di Renzo Editore, Roma, 1999.
- La teoria degli universi - Gli universi ipersferici n-dimensionali, Vol. II, Di Renzo Editore, Roma, 2000.
- Spazio, iperspazio, frattali, Di Renzo Editore, Roma, 2004.
- Zero, infinito, immaginario, Di Renzo Editore, Roma, 2005.
- Projective Relativity Cosmology and Gravitation, Roma, Di Renzo Editore, 2006.